# Gracie Otto
Gracie Otto (Sídney, Nueva Gales del Sur; 23 de mayo de 1987) es una actriz, directora y escritora australiana.

## Biografía
Es hija del actor Barry Otto y de Susan Hill, tiene un hermano Edward "Eddie" Otto y su media hermana es la actriz Miranda Otto.
En enero de 2007 comenzó a salir con el actor Matthew Newton, sin embargo la relación terminó en 2008, ambos terminaron en buenos términos.
En julio de 2009 Gracie Otto fue detenida por la policía después de manejar con un nivel de alcohol de 0.063, un mes después Otto se declaró culpable de la ofensa en la corte local de Waverly sin embargo su licencia no fue retirada.
Desde 2011 Gracie sale con el artista Anthony James.

## Carrera
En 2010 apareció como invitada en la serie Sea Patrol donde interpretó a Brooke.
En 2011 apareció en la película Lbf donde interpretó a la novia del escritor Goodchild (Toby Schmitz), quien regresa de París para asistir a su funeral.

## Filmografía

### Cine
| Año  | Título                                | Personaje            | Notas                                                                                            |
| ---- | ------------------------------------- | -------------------- | ------------------------------------------------------------------------------------------------ |
| 2013 | Poor Little Rich Girls (After Warhol) | Taxi                 | junto a Jack Sargeant                                                                            |
| 2011 | Lfb                                   | Joven Muerta         | junto a Toby Schmitz, Bianca Chiminello & Septimus Caton                                         |
| 2009 | Schadenfreude                         | Debutante            | corto - junto a Miranda Otto, Barry Otto, Jack Finsterer, Jackie Alixander & Charlotte Dodson    |
| 2008 | Three Blind Mice                      | Emma                 | junto a Toby Schmitz, Brendan Cowell, Ewen Leslie, Alex Dimitriades, Barry Otto & Matthew Newton |
| 2007 | Good Luck with That                   | Forfree              | junto a Igor Breakenback & Tux Akindoyeni                                                        |
| 2006 | The New Life                          | Oficial de Policía   | corto - junto a Salvatore Coco, Kaja Trøa, Oliver Yacoubian & David Woodley                      |
| 2005 | Eve                                   | Enfermera Robotizada | corto - junto a Tara Clark, Adam J. Yeend e Igor Breakenback                                     |

### Televisión
| Año  | Serie      | Personaje | Notas                    |
| ---- | ---------- | --------- | ------------------------ |
| 2010 | Sea Patrol | Brooke    | episodio "Paradise Lost" |

### Como directora, editora y productora
| Año  | Título                    | Notas                                                           |
| ---- | ------------------------- | --------------------------------------------------------------- |
| 2011 | Rocket Compulsion         | asistente del director & asistente del editor                   |
| 2011 | Lbf                       | directora de la segunda unidad                                  |
| 2010 | Seamstress                | corto - directora & editora                                     |
| 2009 | I Wish I Were Stephanie V | editora consultora                                              |
| 2009 | Ici et là                 | corto - editora                                                 |
| 2008 | Three Blind Mice          | editora                                                         |
| 2007 | La même nuit              | corto - directora, coproductora/productora asociada & escritora |
| 2006 | Tango Trois               | corto - productor, directora, editora & escritora               |
| 2005 | Broken Beat               | corto - directora                                               |